# I Only Want to Be with You
"I Only Want to Be with You" is een nummer geschreven door Mike Hawker, uitgebracht als debuutsingle door de Britse zangeres Dusty Springfield onder haar vaste producer Johnny Franz, en bereikte in januari 1964 de vierde plaats in de UK singles chart.
"I Only Want to Be with You" is opgenomen door een breed scala aan artiesten en drie remakes van het nummer waren hits in de Britse hitlijsten. De eerste twee van de Bay City Rollers (1976) en The Tourists (1979) evenaarden de vierde plaats van het origineel van Dusty Springfield, terwijl de remake uit 1989 van Samantha Fox een zestiende plaats bereikte. Het nummer was drie keer een Top 40-hit in de VS in de Billboard Hot 100-hitlijst, waarbij zowel het origineel van Dusty Springfield als de remake van de Bay City Rollers een twaalfde plaats bereikten, terwijl de remake van Samantha Fox een 31e plaats bereikte. Er zijn ook veel niet-Engelstalige versies opgenomen door andere artiesten.